# Melicharella callifrons
Melicharella callifrons är en insektsart som beskrevs av Mitjaev 1971. Melicharella callifrons ingår i släktet Melicharella och familjen dvärgstritar. Inga underarter finns listade i Catalogue of Life.